# Light Years (álbum de Kylie Minogue)
Light Years —en español: Años Luz— es el séptimo álbum de estudio de la cantante australiana de pop Kylie Minogue, lanzado el 25 de septiembre de 2000 por Parlophone. El álbum debutó en el número dos tanto en Reino Unido como Australia, en donde, a su tercera semana de lanzamiento, se convirtió en el primer álbum no. 1 de Kylie.
Light Years se considera el regreso de Minogue a los sonidos dance y pop, y contó con una nutrida promoción, ya que se lanzaron los sencillos Spinning Around, On a Night Like This, Kids (a dúo con el británico Robbie Williams), Please Stay y Your Disco Needs You, convirtiéndose algunas de éstas canciones en clásicos de la cantante y frecuentemente interpretados en sus giras y presentaciones de ahí en adelante. 
Se estima que vendió 1,3 millones de copias, y se trata de su primer lanzamiento con la discográfica británica Parlophone y recibió críticas generalmente positivas.
La girta promocional se llamó On a Night Like This Tour y dio resultado a una reedición del CD con varias remezclas.

## Contenido

### Portada y arte conceptual
En la portada aparece Kylie haciendo una especie de ejercicio al amanecer con vista al mar, ella viste un leotardo azul marino con amarras negras, el pelo corto y escrito Kylie en negro con letras algo futurista. 
La contraportada es blanca, las canciones están escritas en fucsia en el costado inferior de esta, en la carátula inferior trasera se ve a Kylie mirando un resplandor acostada, trae una blusa trasparente, ropa interior dorada y un brazalete dorado.  El disco es blanco con un centro negro en la parte de agujero del CD, bajo este escrito Light Years en fucsia y Kylie Minogue en marrón.

## Ventas y certificaciones
Light Years es considerado como «el regreso» de Minogue, ya que vuelve a sus raíces dance y pop, al igual que a los primeros lugares de popularidad con éxitos como «Spinning Around» y «On a Night Like This». Las copias vendidas de Light Years se estiman de 1,3 millones, mientras que, según el productor de la canción Spinning Around, el álbum vendió más de 3 millones de copias. Otras versiones dicen que la placa ya está en los 5 millones. El disco consiguió certificación platino en el Reino Unido y ventas de cuatro veces platino en Australia. Light Years es también el primer lanzamiento de Kylie en el sello Parlophone. El álbum cuenta con influencias a los años 60 y 70. Con influencias disco en Spinning Around, «So Now Goodbye» y «Under the Influence of Love» —cover del trío Love Unlimited. Además de incluir el tema «Light Years» en donde el instrumental recuerda mucho a «I Feel Love» de Donna Summer.

## Reedición
Debido al éxito del álbum y la gira de conciertos On a Night Like This, una edición especial de la gira fue publicada con un segundo disco que incluye varias remezclas. Esta reedición fue lanzada al mercado el 5 de marzo de 2001. Para la edición australiana, Minogue hizo una nueva versión de Physical de Olivia Newton-John que fue incluida en el segundo CD a raíz de las populares actuaciones durante su gira.

## Lista de canciones
| Light years |                               |                                                            |                                    |          |  |
| N.º         | Título                        | Escritor(es)                                               | Productor(es)                      | Duración |  |
| 1.          | «Spinning Around»             | Paula Abdul, Ira Shickman, Osborne Bingham, Kara DioGuardi | Mike Spencer                       | 3:27     |  |
| 2.          | «On a Night Like This»        | Steve Torch, Mark Taylor, Brian Rawling, Graham Stack      | Mark Taylor, Graham Stack          | 3:33     |  |
| 3.          | «So Now Goodbye»              | Kylie Minogue, Steve Anderso                               |                                    | 3:37     |  |
| 4.          | «Disco Down»                  | Johnny Douglas                                             |                                    | 3:57     |  |
| 5.          | «Loveboat»                    | Minogue, Guy Chambers, Robbie Williams                     |                                    | 4:10     |  |
| 6.          | «Koocachoo»                   | Minogue, Douglas                                           |                                    | 4:00     |  |
| 7.          | «Your Disco Needs You»        | Minogue, Williams, Chambers                                | Steve Power, Guy Chambers          | 3:33     |  |
| 8.          | «Please Stay»                 | Minogue, Richard Stannard, Julian Gallagher, John Themis   | Richard Stannard, Julian Gallagher | 4:08     |  |
| 9.          | «Bittersweet Goodbye»         | Minogue, Anderson                                          |                                    | 3:43     |  |
| 10.         | «Butterfly»                   | Minogue, Anderson                                          | Mark Picchiotti                    | 4:09     |  |
| 11.         | «Under the Influence of Love» | Paul Politi, Barry Eugene White                            |                                    | 3:32     |  |
| 12.         | «I'm So High»                 | Minogue, Chambers, Megan Smith                             |                                    | 3:33     |  |
| 13.         | «Kids» (with Robbie Williams) | Williams, Chambers                                         | Steve Power, Guy Chambers          | 4:20     |  |
| 14.         | «Light Years»                 | Minogue, Stannard, Gallagher                               |                                    | 4:47     |  |
| 54:26       |                               |                                                            |                                    |          |  |

| Extra en versión japonesa, alemana y española |                                                                                            |          |  |
| N.º                                           | Título                                                                                     | Duración |  |
| 15.                                           | «Your Disco Needs You» (en cada país se tradujo la frase en francés al respectivo idioma.) |          |  |

| Reedición/Versión Tour CD 2 |                                                  |          |  |
| N.º                         | Título                                           | Duración |  |
| 1.                          | «On a Night Like This» (Rob Searle mix)          |          |  |
| 2.                          | «On a Night Like This» (Bini & Martini Club mix) |          |  |
| 3.                          | «On a Night Like This» (Bini & Martini Dub mix)  |          |  |
| 4.                          | «Please Stay» (Hatiras Dreamy dub)               |          |  |
| 5.                          | «Please Stay» (7th District Radio mix)           |          |  |
| 6.                          | «Please Stay» (Metro mix)                        |          |  |
| 7.                          | «Please Stay» (7th District Club Flava mix)      |          |  |
| 8.                          | «Butterfly» (Sandstorm dub)                      |          |  |
| 9.                          | «Your Disco Needs You» (Casino Radio Mix)        |          |  |

| Reedición/Versión Australiana CD 2 |                                                  |          |  |
| N.º                                | Título                                           | Duración |  |
| 1.                                 | «Spinning Around» (Club Mental Mix)              |          |  |
| 2.                                 | «Spinning Around» (Sharp Vocal)                  |          |  |
| 3.                                 | «On a Night Like This» (Rob Searle mix)          |          |  |
| 4.                                 | «On a Night Like This» (Bini & Martini Club mix) |          |  |
| 5.                                 | «On a Night Like This» (Bini & Martini Dub mix)  |          |  |
| 6.                                 | «Please Stay» (Hatiras Dreamy dub)               |          |  |
| 7.                                 | «Please Stay» (7th District Radio mix)           |          |  |
| 8.                                 | «Please Stay» (Metro mix)                        |          |  |
| 9.                                 | «Please Stay» (7th District Club Flava mix)      |          |  |
| 10.                                | «Butterfly» (Sandstorm dub)                      |          |  |
| 11.                                | «Your Disco Needs You» (Casino Radio Mix)        |          |  |
| 12.                                | «Physical» (Versión de Olivia Newton John)       |          |  |

## Sencillos
| Año                | Sencillo                    | Notas |
| ------------------ | --------------------------- | --- |
| junio de 2000      | «Spinning Around»           | Debutó en el primer lugar en Australia y Reino Unido. El sencillo fue el retorno de Minogue a la música pop. El vídeo que muestra a Minogue bailando de una manera cautivadora, empezó a ser la obsesión de la prensa sensacionalista.                                                         |
| septiembre de 2000 | «On a Night Like This»      | Debutó en el número uno en Australia y en el número dos en Reino Unido. Una versión fue mostrada en los Juegos Olímpicos de Sídney 2000, donde cantó esta canción. La semana siguiente, tras haber caído del primer puesto, regresó al número uno en Australia.                                |
| octubre de 2000    | «Kids» (con Robbie Williams | La canción, escrita por Robbie Williams y Guy Chambers, alcanzó el número dos en el Reino Unido y el número cinco en Australia. Una versión diferente de esta canción apareció en el álbum de Williams, Sing When You're Winning, donde se incluyó una intervención rap.                       |
| diciembre de 2000  | «Please Stay»               | Alcanzó el número diez en el Reino Unido y número quince en Australia. Santa Baby, el lado B de Please Stay, fue lanzado en el radio de Reino Unido como sencillo promocional durante el período de Navidad. Kylie interpretó esta canción como parte del espectáculo musical Top of the Pops. |
| -                  | «Your Disco Needs You»      | Otra canción escrita por Robbie Williams y Guy Chambers para el álbum. La canción se convirtió en un éxito cuando fue lanzada como sencillo en Alemania y Australia. |
| -                  | «Butterfly»                 | Fue muy popular en las discotecas. Después de ser remezclada en 2001, el tema se publicó en los Estados Unidos, donde fue un éxito en la lista Billboard Dance/Club Play. La misma canción también aparece en la edición estadounidense de su siguiente álbum, Fever.                          |

## Posiciones
| Estadísticas (2000)           | Posición Máxima |
| ----------------------------- | --------------- |
| Australian Albums Chart       | 1               |
| Belgian Flanders Albums Chart | 44              |
| Dutch Albums Chart            | 71              |
| Finnish Albums Chart          | 24              |
| French Albums Chart           | 50              |
| Hungarian Albums Chart        | 16              |
| New Zealand Albums Chart      | 8               |
| Swedish Albums Chart          | 25              |
| Swiss Albums Chart            | 28              |
| UK Albums Chart               | 2               |

| País         | Proveedor(es) | Certificación | Ventas/Envíos |
| ------------ | ------------- | ------------- | ------------- |
| Australia    | ARIA          | 4x Platinum   | 280,000+      |
| South Africa | RISA          | Gold          | 23,000+       |
| U.K.         | BPI           | 3x Platinum   | 1,000,000     |